# Kilpedder
Kilpedder (irisch Cill Pheadair; dt.: „Peterskirche“) ist ein Dorf im County Wicklow im Osten der Republik Irland. Die Einwohnerzahl Kilpedders wurde bei der Volkszählung 2022 mit 1248 Personen ermittelt, womit sich die Einwohnerzahl seit 1991 etwa verdreifacht hat.

## Lage
Kilpedder wird von der N11 und liegt etwa 18 Kilometer nordnordwestlich von Wicklow zwischen Newtownmountkennedy im Süden und Greystones im Nordosten.

## Sehenswürdigkeiten
- Altidore Castle
- Bray Heritage Center

## Persönlichkeiten
- Paul McShane (* 1986), Fußballspieler